# Manchester, New Hampshire
Manchester är den största staden i delstaten New Hampshire i USA med 107 006 invånare år 2000 och 109 565 invånare år 2010.
Manchester är administrativ huvudort (county seat) i Hillsborough County.

## Historia
Områdes bosattes av vita första gången 1722, och hette först Derryfield. 1810 ändrades namnet till Manchester, med inspiration från industristaden Manchester i England i Storbritannien. Tanken var att även Manchester, New Hampshire skulle bli en viktig industristad.